# Jemenitisch-osttimoresische Beziehungen
Die Jemenitisch-osttimoresische Beziehungen beschreiben das zwischenstaatliche Verhältnis des Jemens und Osttimor.

## Geschichte

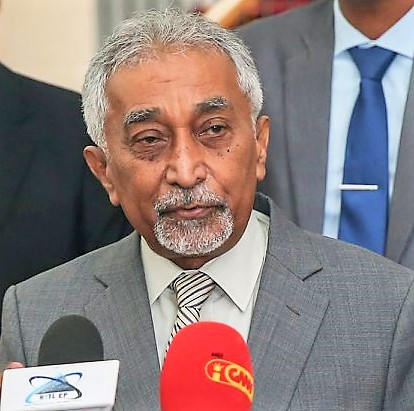
Marí Bin Amude Alkatiri (2020)

Arabische Einwanderer verbreiteten im Laufe der letzten Jahrhunderte den Islam in Südostasien, vermischten sich mit der einheimischen Bevölkerung und erreichten in diesen Ländern hohe Positionen in der Gesellschaft. Ende des 19. Jahrhunderts wanderten jemenitischen Araber aus dem Hadramaut nach Portugiesisch-Timor ein und bildeten eine kleine muslimische Minderheit in dem heute mehrheitlich katholischen Land. Zu deren Nachkommen gehört in dritter auf Timor geborenen Generation der ehemalige Premierminister Marí Bin Amude Alkatiri. Die Alkatiri bilden einen der größten und bekanntesten Stämme des Jemen. Dieser Stamm zog im 15. Jahrhundert von Sanaa nach Hadramaut, wo sie das Kathiri-Sultanat gründeten. Das Sultanat ging mit Ende der britischen Kolonialzeit unter und in der Republik Südjemen 1967 auf.
Der Jemen entsandte Polizeibeamte für die Integrierte Mission der Vereinten Nationen in Timor-Leste (UNMIT).
Der Jemen gehört zu den g7+-Staaten, in denen Osttimor eine führende Rolle spielt. Beide Staaten sind außerdem Mitglied der Bewegung der Blockfreien Staaten und der Gruppe der 77.

## Diplomatie
Die beiden Staaten haben keine Botschaft im jeweils anderen Land.

## Wirtschaft
Für 2018 gibt das Statistische Amt Osttimors keine Handelsbeziehungen zwischen Osttimor und dem Jemen an.